# Torre Moratxa (cim)
La Torre Moratxa o Torre Borratxa és una muntanya de 220,1 msnm que al municipi de Torroella de Montgrí, a la comarca catalana del Baix Empordà. Propera al nucli de l'Estartit pertany al massís del Montgrí. Presenta un pendent abrupte pel vessant sud amb alguns penya-segats de certa importància, però un pendent relativament suau pel seu vessant nord, per on l'accés a peu no té gaire complicació, ja que un sender recorre la carena d'est a oest que la connecta amb la Rocamaura, a l'est, i el coll d'en Taians a l'oest. Al seu cim hi ha les restes d'una torre de guaita fortificada d'època moderna que formava part del sistema defensiu contra el desembarcament de pirates del segle xviii que es complementava amb la Torre dels Moscats i els masos fortificats de la plana del Baix Ter.